# Ischnoptera deropeltiformis
Ischnoptera deropeltiformis är en kackerlacksart som först beskrevs av Brunner von Wattenwyl 1865.  Ischnoptera deropeltiformis ingår i släktet Ischnoptera och familjen småkackerlackor. Inga underarter finns listade i Catalogue of Life.